# Jeanne Immink
Jeanne Immink, detta Jeannette Frederike Hermine Diest (Amsterdam, 10 ottobre 1853 – Milano, 20 agosto 1929), è stata un'alpinista e sportiva olandese, è stata una fondatrice dell'alpinismo femminile moderno. Fu la prima alpinista, della quale esistono molte fotografie mentre scalava, che provocò uno scalpore per l'epoca. Con le sue escursioni su roccia ripida ha rivoluzionato l'immagine dell'alpinista.

## Biografia
Jeanne Diest nacque in una famiglia di origini ebraico-tedesche. Suo padre, agente di cambio di professione, morì prematuramente. Lasciò la moglie e quattro figlie che non ebbero una vita facile ad Amsterdam, all'epoca povera. Jeanne, la maggiore, era una brava studentessa delle superiori e ricevette una buona educazione. Oltre al suo olandese nativo, parlava anche inglese, tedesco e italiano. Tuttavia, le donne non avevano accesso alle università e non esisteva una professione femminile. Il matrimonio era solitamente l'unico mezzo di sussistenza, motivo per cui sposò molto presto l'insegnante di scuola Karel Immink, con il quale emigrò in Sudafrica nel 1874. Nel 1879 nacque il suo primo figlio, Wilhelmus. Nella capitale del Transvaal le condizioni di vita non erano certo migliori. Il matrimonio fallì e anche lei non fu in grado di stabilire un legame con suo figlio.
Fuggì in una relazione con il capitano dei dragoni britannici Henry Douglas-Willan, che fece carriera durante la spedizione punitiva del 1879 contro gli Zulu. Quando il futuro colonnello del reggimento fu assegnato in India, Immink viaggiò con lui, evitando così una citazione per adulterio. Affidò suo figlio ad alcuni amici a Pretoria.
L'avventura negli irrequieti Territori del Nordovest dell'India non durò a lungo. Un'altra gravidanza di Immink significò la fine della relazione. Gli squadroni di Douglas-Willan erano costantemente in azione e i bambini non erano tollerati nell'ambiente delle truppe. Nel 1882 Immink tornò in Europa da sola. In Svizzera diede alla luce il suo figlio illegittimo, ancora una volta un maschio, del quale avrebbe dovuto accudire per tutta la vita. Grazie al generoso sostegno di Douglas-Willan, che proveniva da una rispettata dinastia militare, ora era finanziariamente indipendente. Ebbe fortuna anche con i titoli finanziari. Il loro figlio Luigi Immink divenne un industriale e il primo console onorario olandese in Italia.
Immink morì a Milano nel 1929 all'età di 75 anni.

## Risultati alpinistici
In Svizzera, Jeanne Immink si trasformò rapidamente da un'escursionista estiva in montagna ad un'alpinista professionista. Nelle Alpi del Vallese superò in un giorno dislivelli dai 2 500 ai 3 000 metri. Attraversò il Cervino due volte, da Breuil e da Zermatt. Aprì una nuova via sull'Ortles e salì dal fondovalle fino allo Zugspitze, andata e ritorno senza sosta. Le sue escursioni sulla neve e sul ghiaccio così come la sua agilità sulla roccia erano proverbiali.
Tuttavia Jeanne Immink divenne famosa nelle Dolomiti, dove all'inizio degli anni Novanta dell'Ottocento suscitò scalpore con due imprese speciali. Il 4 settembre 1891 scalò la Schmittkamin, accompagnata dalle guide alpine Antonio Dimai e Giuseppe Zecchini. Gli esperti elogiarono l'«intrepida olandese» per aver realizzato «un'impresa turistica alpina assolutamente sorprendente». Il 19 agosto 1893 scalò anche la parete nord della Kleine Zinne con le guide alpine Sepp Innerkofler e Veit Innerkofler, era solo la terza salita, in un tempo record di meno di 2 ore. Intorno al 1890 queste due montagne erano considerate sfide speciali per l'arrampicata. La stessa Immink scrisse un rapporto per il Österreichischer Alpenklub, in cui si legge tra l'altro: "Poiché noi ginnaste di montagna purtroppo siamo troppo spesso denigrate dopo un tour difficile, vorrei sottolineare che in nessun momento sono stato trasportato su per il corda come uno zaino e ho fatto la salita senza alcun aiuto particolare da parte delle guide.”
Come arrampicatrice su roccia, Immink prese parte attiva al nuovo orientamento dell'alpinismo della fine del XIX secolo: non la vetta, ma la via diventò la meta. Il tour Immink sul Cusiglio nel Gruppo delle Pale è il primo esempio di un'arrampicata puramente sportiva. Jeanne Immink è stata la prima donna a salire costantemente al terzo e quarto livello, il livello di difficoltà più alto dell'epoca. Ganci e moschettoni apparvero solo intorno al 1900. Le corde di canapa offrivano poca sicurezza e diventavano rigide quando bagnate. Jeanne Immink intraprese nuovi tour nelle regioni dolomitiche inesplorate (Bosconero, Tàmer l'11 settembre 1892, Cimonega). Tra i suoi tour più importanti ricordiamo, ad esempio, la prima salita del Sasso di Toanella e della Rocchetta Alta, la prima salita della Cima Immink a lei intitolata nel Gruppo delle Pala e una nuova via sullo Zahnkofel. Conosceva quasi tutte le vie della zona attorno ai principali centri di arrampicata di Cortina d'Ampezzo, Sesto, Val Gardena, San Martino di Castrozza. Aggiunse qualcosa di nuovo a molti tour, un record di velocità (Cima della Madonna, Santnerspitze), una variante (Sassolungo, Sass Maor) o una prima traversata (Fivefingerspitze, Zahnkofel). A lei si devono anche le prime salite invernali della Croda da Lago, del Becco di Mezzodi, della Kleine Zinne e del Monte Averau.
Appartenne a due Club alpini legati allo spettacolo : la sezione torinese del Club Alpino Italiano e, dal 1890, dell'Österreichischer Alpenklub, ancora oggi esclusivo.

## Importanza nell'alpinismo
Jeanne Immink è stata la prima a pensare intensamente all'attrezzatura. È considerata l'inventrice dell'imbracatura da discesa in corda doppia. Si proteggeva la testa con un berretto da cavaliere, il precursore degli odierni caschi paramassi. Indossava pantaloni, rompendo le convenzioni e cambiando l'immagine della donna in montagna. Con la sua ambizione si misurò con la concorrenza maschile. "Invito gli alpinisti a seguire i miei passi", ha scritto dopo la prima salita. Diede i primi grandi ordini alle giovani e poi famose guide alpine Michele Bettega, Antonio Dimai e Sepp Innerkofler. Jeanne Immink determinava sempre da sola la destinazione e la difficoltà di un tour. Intraprese tour da solista e gite in montagna da sola. Spesso conduceva il suo giovane figlio a una vetta difficile. Il suo risultato è aver reso le montagne più accessibili alle donne.
Nell’ambiente misogino dell’alpinismo dell’epoca, Immink fu un’eccezione, ma era accettato dagli uomini. Diventò nota al pubblico soprattutto grazie alla collaborazione con Theodor Wundt, il pioniere della fotografia di montagna. È così che furono scattate nel 1893 le prime foto di una donna nella roccia esposta. La registrazione di Immink sulla Kleine Zinne in mezzo alla roccia fece scalpore all'epoca. Immink aveva anche un approccio femminista, lei stessa scrisse: “Niente è più benefico per le donne, sia fisicamente che mentalmente, dell’alpinismo. Solo allora avrai la sensazione della tua forza, che non è affatto così piccola come di solito credi. Niente aumenta la fiducia in se stessi, la presenza di spirito e il coraggio, qualità che una donna può usare altrettanto bene di un uomo... Se... tutto è in ordine, una donna sana può resistere e ottenere tanto quanto un uomo Uomo ". 
La reputazione di Jeanne Immink è sopravvissuta fino al 2025. La guida alpina e alpinista estrema italiana Donato Zagonel (* 1963) ha ripetuto molte delle vie di “La Immink”. Apprezza lo spirito di avventura e la forza di carattere della prima donna “che fece dell’alpinismo sportivo lo scopo della sua vita”. Il suo significato risiede anche nel fatto che Immink è stata uno dei primi a considerare desiderabile non solo la vetta, ma anche il percorso per arrivarci e le difficoltà da superare lungo il percorso. Ciò ha fatto sì che avesse un rapporto con l’alpinismo che oggi appare molto moderno.
A lei sono intitolate due cime dolomitiche adiacenti nel Gruppo delle Pala, la Cima Immink e l'adiacente Campanile Giovanna (= Jeanne).